# Пам'ятник Лесі Українці (Москва)
Пам'ятник Лесі Українці в Москві — пам'ятник українській письменниці, перекладачці і культурній діячці Лесі Українці в російській столиці Москві.

## Історія
Встановлений в 2006 році під час урочистих заходів, присвячених Дню міста на Українському бульварі.

## Опис
Пам'ятник українській письменниці являє собою високу бронзову скульптуру поетеси. Леся Українка, одягнена в просту сукню, стоїть в тіні дерева. У лівій руці вона тримає невеликий том з віршами, а праву руку простягає вперед і натхненно читає романтичні вірші. На дереві сидить птах і уважно слухає мелодійний голос. Пам'ятник розташований на невисокому постаменті з червоного граніту. На постаменті золотими літерами напис російською: «Леся Украинка».
Пам'ятник став прикрасою Українського бульвару, що сполучає простір перед однією з найкрасивіших висотних будівель Москви — готелем «Україна» — і площею перед Київським вокзалом. Автори архітектурно-скульптурного ансамблю — Є. Розанов, О. Бурганов, І. Бурганов, І. Голубєва.